# Dongfeng Fengon E3
La Dongfeng Fengon E3 è una SUV elettrica di dimensioni compatte prodotta dal 2019 dalla casa automobilistica cinese DFSK Motor (joint venture tra la Dongfeng Motor Corporation e la Sokon). Sui mercati d’esportazione viene venduta come DFSK Glory E3 e in Europa come Seres 3.
Dal 2020 viene prodotta anche una versione con motore termico 1.5 aspirato denominata Fengon 500 in Cina o DFSK Glory 500 nei mercati esteri.

## Il contesto
La DFSK inizió a sviluppare dal 2016 una nuova gamma di veicoli con carrozzeria crossover SUV da poter vendere globalmente;  il primo modello è stato la ix5, una SUV coupé dal design più giovanile e modaiola seguita dalla ix7, grande SUV familiare a sette posti, e dalla piccola E3, una crossover elettrica che sarà proposta anche in versione con motore termico. 

### Fengon E3 EV
Presentata al salone di Shanghai 2019 nella versione ad alimentazione totalmente elettrica venduta come Fengon E3 EV si tratta della prima SUV compatta prodotta dalla DFSK Motor nonché del modello più economico della gamma. La carrozzeria possiede una lunghezza di 4.385 mm, larga 1.850 mm e alta 1.647 mm con un passo di 2655 mm (più compatta rispetto alla Fengon/Glory 580). Esteticamente presenta il nuovo family feeling comune alla crossover coupé Fengon ix5 con la vasta calandra dominata dal marchio Dongfeng e i fanali a LED. 
La E3 EV possiede un motore elettrico asincrono trifase erogante 120 kW (163 cavalli) e 300 Nm di coppia motrice abbinato a una batteria agli ioni di litio da 53,6 kWh con una autonomia (ciclo NEDC) da 405 km o (ciclo WLTP) di 300 km.
Nei mercati di esportazione viene venduta come DFSK Glory E3. In Europa viene venduta come Seres 3, marchio del gruppo Sokon dedicato alle sole autovetture elettriche. In Italia la Seres 3 viene commercializzata dal gruppo Koelliker.

### Fengon E3 EVR
La EVR è la versione ibrida range extended della E3 con un motore benzina da 1.5 litri quattro cilindri erogante 50 kW abbinato ad un motore elettrico asincrono trifase erogante 120 kW. Il motore 1.5 funge da generatore per ricaricare la batteria agli ioni di litio da 17.28 kWh quindi la trazione è sempre elettrica. L’autonomia nella modalità è di 100 km con batterie cariche mentre nella modalità ibrida con il 1.5 che alimenta le batteria l’autonomia totale è di 950 km. Questa versione in Cina viene venduta anche come Seres ix3.

### Fengon 500

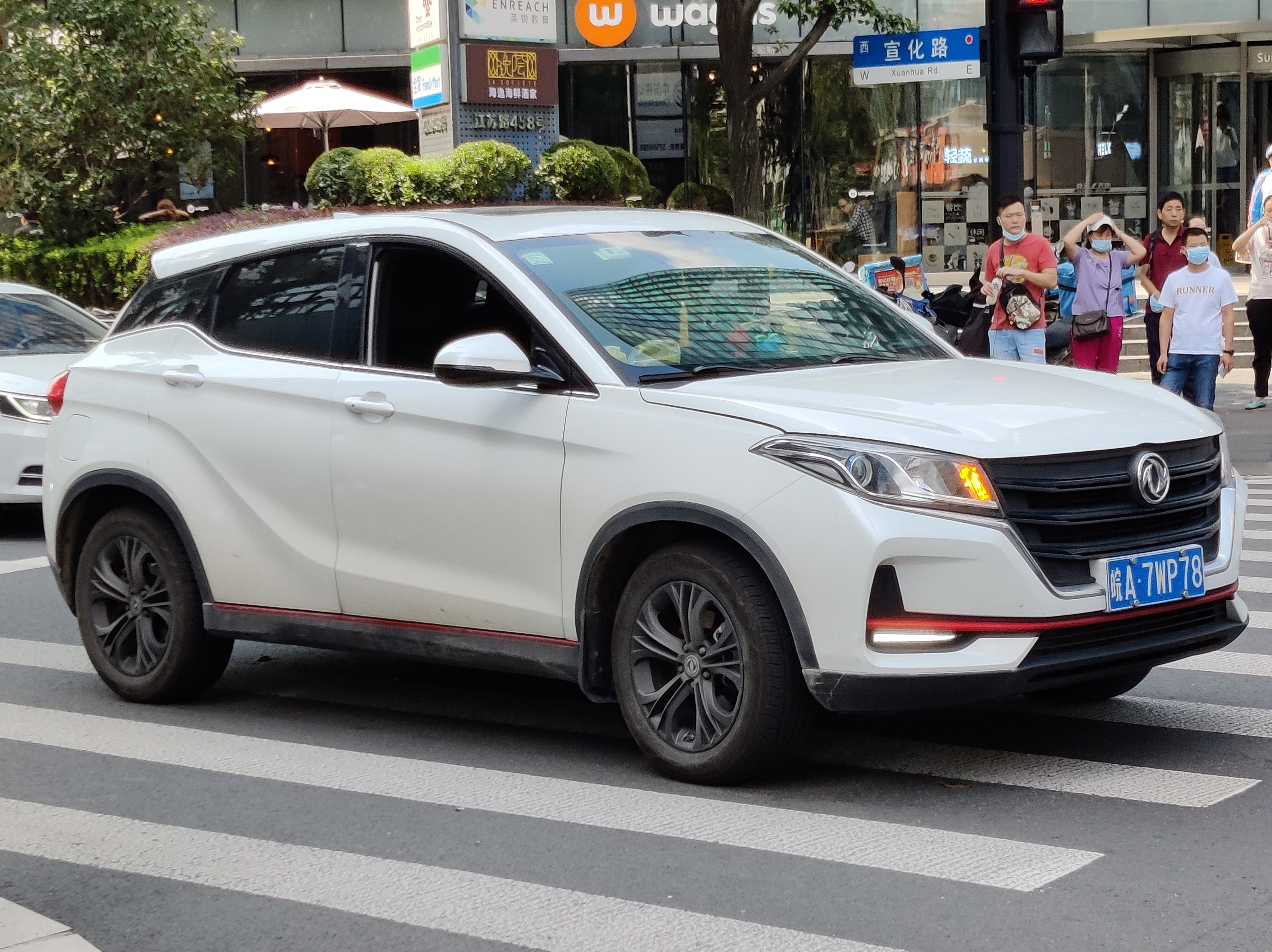
La Fengon 500 con motore termico

In vendita dal novembre 2020 la Fengon 500 è la versione alimentata da un motore a combustione interna da 1.5 litri benzina aspirato di origine Mitsubishi con architettura quattro cilindri e iniezione multipoint erogante 116 cavalli e abbinato ad un cambio manuale a 5 rapporti o automatico CVT. Viene esportata fuori dalla Cina ribattezzata DFSK Glory 500 o DFSK Fengon 500.